# Comita Spanu
Comita Spanu  (ou Comita Ier de Gallura) est Juge de Gallura d'environ 1133 à 1146, il est vraisemblablement le fils et successeur de Constantin II de Gallura sa mère serait Ana fille du Juge Torgodorio de Zori

## Éléments de biographie
Aux alentours de 1130 Comita, associé aux autres Juges Gonario II de Torres et Costantino Ier d'Arborée, rendent l'hommage féodal à l'archevêque de Pise. Comita est de nouveau présent en 1132 à  Ardara, le palais du Juge de Loguduro, pour rendre de nouveau  l'hommage à Ruggiero  l'archevêque de Pise (1123-1132). Cet acte a permis d'établir une certaine période de prépondérance du Judicat de Logoduro sur l'île de Sardaigne  et le témoignage aussi de l'apogée de l'influence de la république de Pise.

## Postérité
Comita eut cinq enfants:
- Contantin, qui après avoir épousé  Anna, la fille de Barisone II d'Arborée prétendant au  Judicat d'Arborée en 1199.
- Maria (morte vers 1173)
- Comita (mort après 1185)
- Elena (morte vers 1159)
- Furat